# رود رنش
رود رنچ رودی است که از جنگل سیاه سرچشمه می‌گیرد و به راین می‌ریزد. این رود از کشور آلمان می‌گذرد.